# Refuge Bolzano
Le refuge Bolzano (en italien : Rifugio Bolzano, en allemand : Schlernhaus) au Monte Pez est un refuge du CAI situé à 2 450 m d'altitude, près du plateau de Sciliar, sous le sommet du Monte Pez. Il est situé dans le parc naturel Schlern-Rosengarten.

## Histoire

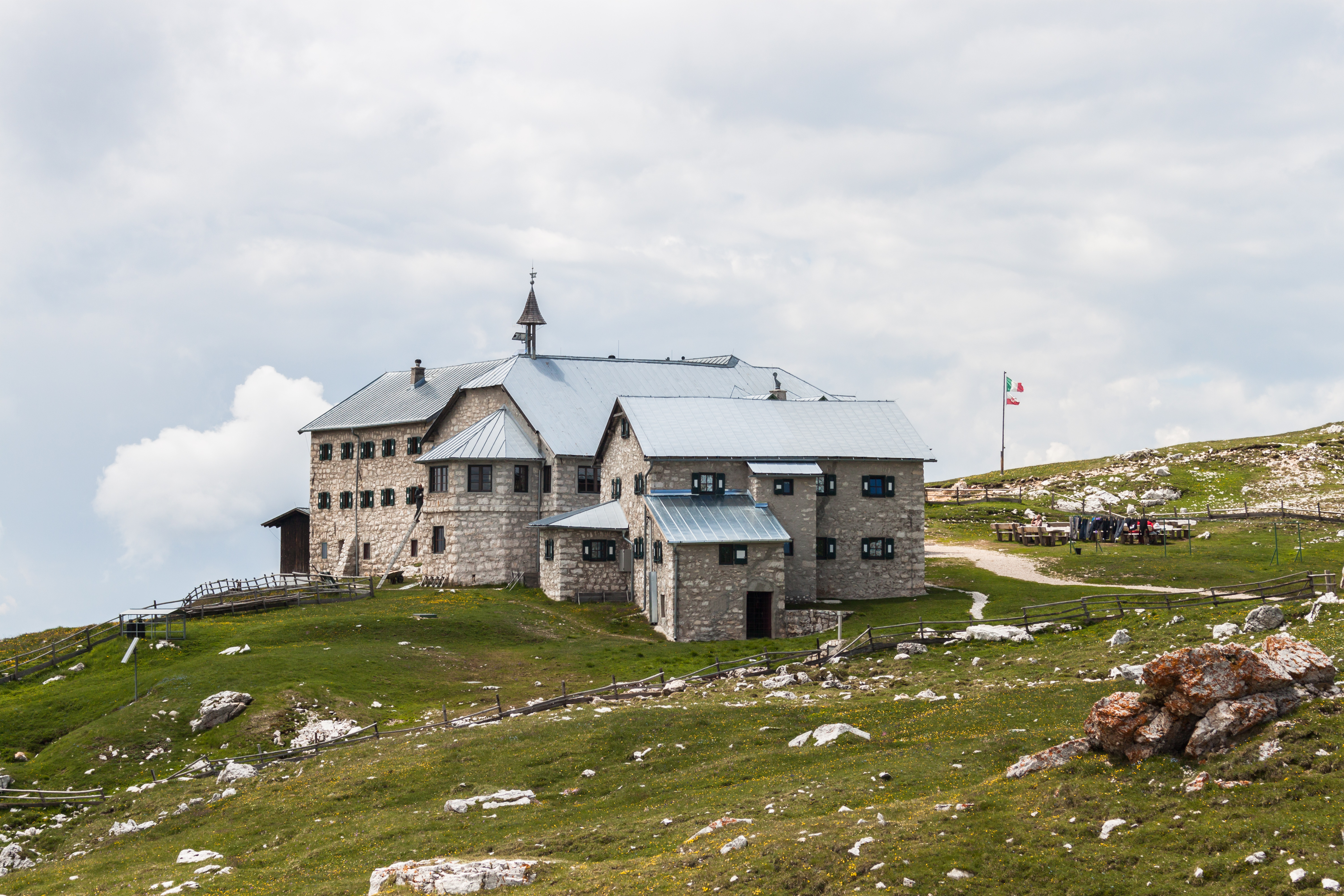
Le refuge.

Le refuge a été construit par le Club alpin germano-autrichien (DÖAV) de Bolzano en 1885 et a fait l’objet d’une expansion continue les années suivantes.
En 1924, à la suite de l'expropriation du régime fasciste, le refuge passa à la section du CAI de Bolzano, qui le modernisa plus tard, l'équipant également d'un téléphérique spécial et d'une station d'épuration.
Le refuge est une destination facile pour de nombreux randonneurs depuis plus d'un siècle. Depuis 1976, il est géré par la famille Gasser.

## Caractéristiques
Du refuge s'offre un large panorama sur les sommets des Dolomites environnants. En hiver, il propose une petite pièce chauffée par un poêle à bois.